# リンダ・リチャーズ

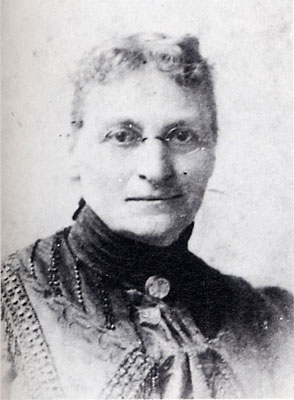
リンダ・A・リチャーズ

リンダ・リチャーズ（Linda Richards、1841年7月27日 - 1930年4月16日）は、アメリカ合衆国の看護師。彼女は専門的な訓練を受けた最初の看護師である。アメリカと日本で、入院患者の個々の診療記録を取っていくためのシステムを初めて確立した看護師でもある。ニューヨーク州ポツダム付近で出生。祖先は17世紀初期にイギリスから新大陸に渡ってきた一族で、牧師、医師、教師の多い家系であった。

## 生涯
彼女はニューヨークのウェストポッダムで1841年7月27日、マリンダ・アン・ジャドソン・リチャーズとして生まれた。彼女はベッツィ・シンクレア・リチャーズとサンフォード・リチャーズの三人の娘の一番下の子として生まれた。父は、宣教師で、同じ宣教師のアン・ハッセルティン・ジャドソンを尊敬していて、彼女のような宣教師の道を歩んでくれたらとの願いを込めて、その名にあやかって娘の名を付けた。
1845年、リチャーズ家は、ウイスコンシン州に引っ越しした。彼らはそこで自分たちの土地を手に入れた。しかし、父親が到着して間もなく結核で死去。家族は、バーモント州ニューベリーのリチャーズ家の祖父母のもとに戻らなくてはならなかった。彼らはそこで町外れに小さな農場を購入し、ここに居着くことになった。ベッツイ・シンクレアも結核を発症し、リンダ・リチャーズは母が1854年に亡くなるまで母親の看護をした。

## 教育
日に日に衰えていく母親の看護経験が、リチャーズの看護への関心を目覚めさせた。1856年、15歳で教員になるためにセント・ジョンズベリーアカデミーの1年コースに入学した。
実際、数年間彼女は教員生活を送ったのだが、実のところ、彼女はその職に満足を得ることは出来なかった。1860年、リチャーズは、ジョージ・ポールと出会い、間もなく彼と婚約することになる。しかし、婚約後間もなく、ポールは、民兵組織「グリーン・マウンテン・ボーイズ」に参加、南北戦争に加わるため家族をおいて、出かけてしまった。結局、彼は1865年、重篤な負傷を負って戻ってきた。リチャーズは、1869年に彼が死ぬまで、その看護にあたった。
これらの個人的な喪失体験から、思い立って彼女はマサチューセッツ州ボストンに移った。看護師になるためである。最初の職場は、ボストン市立病院であった。彼女は看護師としての訓練を何一つ受けておらず、ひたすら過剰な労働を余儀なくされた。
彼女は3ヶ月でその職場を辞したが、それでへこたれてしまった訳ではなかった。1872年秋、リンダ・リチャーズはアメリカ合衆国で最初の看護学校に入学した第一期の5人の看護師の1人として開校式に臨んだ。翌1873年に卒業すると、ベルビュー病院の夜間監督となり1874年から1877年までは、マサチューセッツ総合病院看護学校において教育にあたった。この魁とも言うべき学校は、女医のスーザン・ディモックによって、ボストンのニューイングランド小児婦人科病院で開校されたものであった。 
リンダは、彼女の看護師としての訓練の様子をこう書き綴っている。

## キャリア
1年間の訓練を終えると、彼女はニューヨーク市に移った。ここで彼女は、ベルビュー病院で夜間の監督者としてのポストを与えられた。ここで働いている間、それぞれの患者さんの診療記録を作るためのシステムを構築した。これはアメリカ合衆国やイギリスでも広く採用されることになった。彼女は看護師としてはまだまだ知らないことも多かったが、その知識欲は旺盛で、より質の高い看護学校を作り後進のために道を開こうとしていた。
1874年ボストンに戻り、ボストン看護専門学校の監督に任命された。この学校は設立されてまだ1年にしかならなかったが、管理が杜撰で常に閉鎖の危機にさらされていた。リチャーズは教育課程を改善し、それは国内では最善のものの一つとみなされるほどのものになった。 
彼女は自らのスキルを向上させるため、1877年にイギリスで6ヶ月の看護師訓練コースを受講、またあのナイチンゲール看護学校を創立したフローレンス・ナイチンゲールの下で看護師を訓練し、ロンドンの聖トーマス病院やキングス・カレッジ病院、さらにエジンバラ王立病院では客員スタッフとして研鑽を積んだ。ナイチンゲールのたっての希望で合衆国に戻り、先達として国中に看護師養成学校を新設し、その監督指導に奔走した。

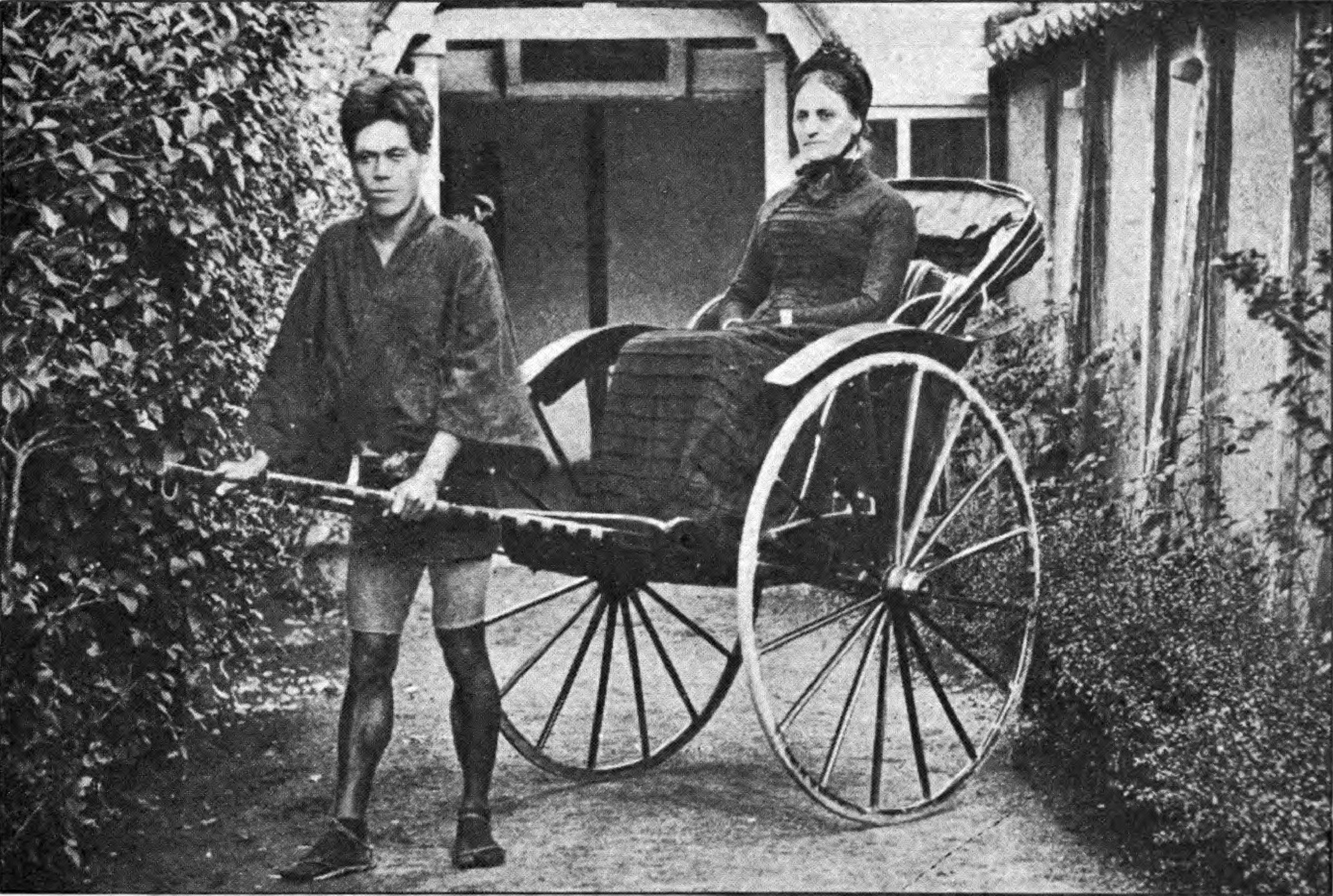
日本でのリンダ・リチャーズ

1885年、彼女は日本に渡り、そこで最初の看護師養成学校の設立に助力した。また京都の同志社病院（京都看病婦学校）にて5年間、看護監督の職に就いた。
1890年、アメリカ合衆国に戻り、精神疾患を持つ人のための特別な施設を立ち上げるのを支援しながら、彼女は更に20年間看護師として働いた。彼女は米国看護師訓練校協会の初代会長に選出され、フィラデルフィア訪問看護師協会の責任者を務めた。彼女は1911年、70歳で看護から引退した。
彼女は自らの経験について一冊の本を書いた。『リンダ・リチャーズの思い出』（1911年）がそれである。この本は、2006年に『アメリカの最初の訓練された看護師』のタイトルで復刻出版された。 リチャーズは、1923年に深刻な脳卒中を起こし入院した。1930年4月16日死去。1994年、リチャーズは「国立女性の名誉殿堂」(en:National Women's Hall of Fame)入りを果たした。
また彼女はマサチューセッツ州の総合病院とのつながりの関連で、ボストン女性の開拓者の足跡ということでもその名を挙げられている。